# Hermonassa staudingeri
Hermonassa staudingeri là một loài bướm đêm trong họ Noctuidae.